# Llista de medallistes olímpics de waterpolo
Aquesta és una llista dels medallistes olímpics de waterpolo:

## Categoria masculina
| Edició               | Or | Argent | Bronze |
| 1896 Atenes          | No es disputà | No es disputà | No es disputà |
| 1900 París           | Regne UnitThomas Coe · John Derbyshire · Peter Kemp · William Lister · Arthur Robertson · Eric Robinson · George Wilkinson | BèlgicaHenri Cohen · Jean De Backer · Victor De Behr · Fernand Feyaerts · Oscar Grégoire · Albert Michant · Victor Sonnemans | FrançaThomas Burgess · Alphonse Decuyper · Jules Clévenot · Louis Laufray · Henri Peslier · Pesloy · Paul Vasseur |
| 1900 París           | Regne UnitThomas Coe · John Derbyshire · Peter Kemp · William Lister · Arthur Robertson · Eric Robinson · George Wilkinson | BèlgicaHenri Cohen · Jean De Backer · Victor De Behr · Fernand Feyaerts · Oscar Grégoire · Albert Michant · Victor Sonnemans | FrançaEugène Coulon · Jean Fardelle · Favier · Leriche · Louis Martin · Désiré Merchez · Charles Treffel |
| 1904 St. Louis       | Estats UnitsDavid Bratton · George Van Cleaf · Leo Goodwin · Louis Handley · David Hesser · Joseph Ruddy · James Steen | Estats UnitsRex Beach · Jerome Steever · Edwin Swatek · Charles Healy · Frank Kehoe · David Hammond · William Tuttle | Estats UnitsJohn Meyers · Manfred Toeppen · Gwynne Evans · Amedee Reyburn · Frank Schreiner · Augustus Goessling · William Orthwein |
| Atenes 1906          | No fou inclosa al programa olímpic | No fou inclosa al programa olímpic | No fou inclosa al programa olímpic |
| 1908 Londres         | Regne UnitGeorge Cornet · Charles Forsyth · George Nevinson · Paul Radmilovic · Charles Smith · Thomas Thould · George Wilkinson | BèlgicaVictor Boin · Herman Donners · Fernand Feyaerts · Oscar Grégoire · Herman Meyboom · Albert Michant · Joseph Pletinckx | SuèciaRobert Andersson · Erik Bergvall · Pontus Hanson · Harald Julin · Torsten Kumfeldt · Axel Runström · Gunnar Wennerström |
| 1912 Estocolm        | Regne UnitIsaac Bentham · Charles Bugbee · George Cornet · Arthur Edwin Hill · Paul Radmilovic · Charles Smith · George Wilkinson | SuèciaRobert Andersson · Vilhelm Andersson · Erik Bergqvist · Max Gumpel · Pontus Hanson · Harald Julin · Torsten Kumfeldt | BèlgicaVictor Boin · Félicien Courbet · Herman Donners · Albert Durant · Oscar Grégoire · Herman Meyboom · Joseph Pletinckx · Jean Hoffman · Pierre Nijs |
| 1920 Anvers          | Regne UnitCharles Bugbee · William Henry Dean · Christopher Jones · William Peacock · Noel Purcell · Paul Radmilovic · Charles Smith | BèlgicaRené Bauwens · Gérard Blitz · Maurice Blitz · Pierre Dewin · Albert Durant · Paul Gailly · Pierre Nijs · Joseph Pletinckx | SuèciaErik Andersson · Robert Andersson · Vilhelm Andersson · Nils Backlund · Erik Bergqvist · Max Gumpel · Pontus Hanson · Harald Julin · Theodor Nauman · Torsten Kumfeldt                                                                                       |
| 1924 París           | FrançaR. Bertrand · A. Fasani · Albert Delborgies · Albert Mayaud · Georges Rigal · Henri Padou · J. Perol · Jean Lasquin · Noël Delberghe · Paul Dujardin · Robert Desmettre                                                                              | BèlgicaGérard Blitz · Maurice Blitz · Joseph Cludts · Joseph De Combe · Pierre Dewin · Albert Durant · Georges Fleurix · Paul Gailly · Joseph Pletinckx · Jules Thiry · Jean-Pierre Vermetten | Estats UnitsArthur Austin · Elmer Collett · Henry Jamison Handy · Oliver Horn · Frederick Lauer · George Mitchell · John Norton · Wallace O'Connor · George Schroth · Herbert Vollmer · Johnny Weissmuller                                                         |
| 1928 Amsterdam       | AlemanyaMax Amann · Karl Bähre · Emil Benecke · Johann Blank · Otto Cordes · Fritz Gunst · Erich Rademacher · Joachim Rademacher | HongriaIstván Barta · Olivér Halassy · Márton Homonnai · Sándor Ivády · Alajos Keserű · Ferenc Keserű · József Vértesy | FrançaEmile Bulteel · Henri Cuvelier · Paul Dujardin · Jules Keignaert · Henri Padou · Ernest Rogez · Albert Thévenon · Achille Tribouillet · Albert Vandeplancke                                                                                                  |
| 1932 Los Angeles     | HongriaIstván Barta · György Bródy · Olivér Halassy · Márton Homonnai · Sándor Ivády · Alajos Keserű · Ferenc Keserű · János Németh · Miklós Sárkány · József Vértesy                                                                                      | AlemanyaEmil Benecke · Otto Cordes · Hans Eckstein · Fritz Gunst · Erich Rademacher · Joachim Rademacher · Hans Schulze · Heiko Schwartz | Estats UnitsAustin Clapp · Philip Daubenspeck · Charles Finn · Charles McCallister · Wallace O'Connor · Cal Strong · Herbert Wildman |
| 1936 Berlín          | HongriaMihály Bozsi · Jenő Brandi · György Bródy · Olivér Halassy · Kálmán Hazai · Márton Homonnai · György Kutasi · István Molnár · János Németh · Miklós Sárkány · Sándor Tarics                                                                         | AlemanyaBernhard Baier · Fritz Gunst · Josef Hauser · Alfred Kienzle · Paul Klingenburg · Heinrich Krug · Hans Schneider · Hans Schulze · Gustav Schürger · Helmuth Schwenn · Fritz Stolze | BèlgicaGérard Blitz · Albert Castelyns · Pierre Coppieters · Joseph De Combe · Henri De Pauw · Henri Disy · Fernand Isselé · Edmond Michiels · Henri Stoelen |
| 1948 Londres         | ItàliaErmenegildo Arena · Emilio Bulgarelli · Pasquale Buonocore · Aldo Ghira · Mario Majoni · Geminio Ognio · Gianfranco Pandolfini · Tullo Pandolfini · Cesare Rubini                                                                                    | HongriaJenő Brandi · Oszkár Csuvik · Dezső Fábián · Dezső Gyarmati · Endre Győrfi · Miklós Holop · László Jeney · Dezső Lemhényi · Károly Szittya · István Szívós | Països BaixosCor Braasem · Hennie Keetelaar · Nijs Korevaar · Joop Rohner · Frits Ruimschotel · Piet Salomons · Frits Smol · Hans Stam · Ruud van Feggelen |
| 1952 Hèlsinki        | HongriaRóbert Antal · Antal Bolvári · Dezső Fábián · Dezső Gyarmati · István Hasznos · László Jeney · György Kárpáti · Dezső Lemhényi · Kálmán Markovits · Miklós Martin · Károly Szittya · István Szívós · György Vizvári                                 | IugoslàviaVeljko Bakašun · Marko Brainović · Vladimir Ivković · Zdravko Ježić · Zdravko-Ćiro Kovačić · Ivo Kurtini · Lovro Radonjić · Ivo Štakula · Boško Vuksanović | ItàliaGildo Arena · Lucio Ceccarini · Renato De Sanzuane · Raffaello Gambino · Salvatore Gionta · Maurizio Mannelli · Geminio Ognio · Carlo Peretti · Enzo Polito · Cesare Rubini · Renato Traiola                                                                 |
| 1956 Melbourne       | HongriaAntal Bolvári · Ottó Boros · Dezső Gyarmati · István Hevesi · László Jeney · Tivadar Kanizsa · György Kárpáti · Kálmán Markovits · Mihály Mayer · István Szivós · Ervin Zádor                                                                       | IugoslàviaIvo Cipci · Tomislav Franjković · Vladimir Ivković · Zdravko Ježić · Hrvoje Kačić · Zdravko-Ćiro Kovačić · Lovro Radonjić · Marijan Žužej | Unió SovièticaViktor Ageev · Pyotr Breus · Boris Goykhman · Nodar Gvakhariya · Vyacheslav Kurennoy · Boris Markarov · P'et're Mshveniyeradze · Valentin Prokopov · Mikhail Ryzhak · Yury Shlyapin                                                                  |
| 1960 Roma            | ItàliaAmedeo Ambron · Danio Bardi · Giuseppe D'Altrui · Salvatore Gionta · Giancarlo Guerrini · Franco Lavoratori · Gianni Lonzi · Luigi Mannelli · Rosario Parmegiani · Eraldo Pizzo · Dante Rossi · Brunello Spinelli                                    | Unió SovièticaViktor Ageev · Givi Chikvanaia · Leri Gogoladze · Boris Goykhman · Yury Grigorovsky · Anatoly Kartashov · Vyacheslav Kurennoy · P'et're Mshveniyeradze · Vladímir Nóvikov · Yevgeny Saltsyn · Vladimir Semyonov                                                                                            | HongriaAndrás Bodnár · Ottó Boros · Zoltán Dömötör · László Felkai · Dezső Gyarmati · István Hevesi · László Jeney · Tivadar Kanizsa · György Kárpáti · András Katona · János Konrád · Kálmán Markovits · Mihály Mayer · Péter Rusorán                             |
| 1964 Tòquio          | HongriaMiklós Ambrus · András Bodnár · Ottó Boros · Zoltán Dömötör · László Felkai · Dezső Gyarmati · Tivadar Kanizsa · György Kárpáti · János Konrád · Mihály Mayer · Dénes Pócsik · Péter Rusorán                                                        | IugoslàviaOzren Bonačić · Zoran Janković · Milan Muškatirović · Antun Nardeli · Franjo Nonković · Vinko Rosić · Mirko Sandić · Zlatko Šimenc · Božidar Stanišić · Karlo Stipanić · Ivo Trumbić | Unió SovièticaViktor Ageev · Zenon Bortkevich · Eduard Egorov · Igor Grabovsky · Boris Grishin · Nikolai Kalashnikov · Nikolai Kuznetsov · Vladimir Kuznetsov · Leonid Osipov · Boris Popov · Vladimir Semenov                                                     |
| 1968 Ciutat de Mèxic | IugoslàviaOzren Bonačić · Dejan Dabović · Zdravko Hebel · Zoran Janković · Ronald Lopatini · Uroš Marović · Đorđe Perišić · Miroslav Poljak · Mirko Sandić · Karlo Stipanić · Ivo Trumbić                                                                  | Unió SovièticaAleksei Barkalov · Oleg Bovin · Givi Chikvanaya · Aleksandr Dolgushin · Yuri Grigorovsky · Boris Grishin · Vadim Gulyaev · Leonid Osipov · Vladimir Semenov · Aleksandr Shidlovsky · Vyacheslav Skok | HongriaAndrás Bodnár · Zoltán Dömötör · László Felkai · Ferenc Konrád · János Konrád · Mihály Mayer · Endre Molnár · Dénes Pócsik · László Sárosi · János Steinmetz · István Szivós, Jr.                                                                           |
| 1972 Múnic           | Unió SovièticaAnatoli Akimov · Aleksei Barkalov · Aleksandr Dolgushin · Aleksandr Dreval · Vadim Gulyaev · Aleksandr Kabanov · Nikolai Melnikov · Leonid Osipov · Aleksandr Shidlovsky · Vladimir Shmudsky · Viacheslav Sobchenko                          | HongriaAndrás Bodnár · Tibor Cservenyák · Támás Faragó · István Görgényi · Zoltán Kásás · Ferenc Konrád · István Magas · Endre Molnár · Dénes Pócsik · László Sárosi · István Szivós, Jr. | Estats UnitsPeter Asch · Steven Barnett · Bruce Bradley · Stanley Cole · James Ferguson · Eric Lindroth · John Parker · Gary Sheerer · James Slatton · Russell Webb · Barry Weitzenberg                                                                            |
| 1976 Mont-real       | HongriaGábor Csapó · Tibor Cservenyák · Tamás Faragó · György Gerendás · György Horkai · György Kenéz · Ferenc Konrád · Endre Molnár · László Sárosi · Attila Sudár · István Szivós, Jr.                                                                   | ItàliaAlberto Alberani · Silvio Baracchini · Luigi Castagnola · Vincenzo D'Angelo · Gianni de Magistris · Riccardo de Magistris · Marcello del Duca · Alessandro Ghibellini · Sante Marsili · Umberto Panerai · Roldano Simeoni                                                                                          | Països BaixosAlex Boegschoten · Ton Buunk · Piet de Zwarte · Andy Hoepelman · Evert Kroon · Nico Landeweerd · Hans Smits · Gijze Stroboer · Rik Toonen · Hans van Zeeland · Jan Evert Veer                                                                         |
| 1980 Moscou          | Unió SovièticaVladimir Akimov · Aleksei Barkalov · Evgeni Grishin · Mikhaïl Ivanov · Aleksandr Kabanov · Sergei Kotenko · Georgi Mschvenieradze · Mait Riisman · Erkin Shagaev · Evgeni Sharonov · Viacheslav Sobchenko                                    | IugoslàviaMilivoj Bebić · Zoran Gopčević · Milorad Krivokapić · Boško Lozica · Predrag Manojlović · Zoran Mustur · Damir Polić · Zoran Roje · Ratko Rudić · Slobodan Trifunović · Luka Vezilić | HongriaGábor Csapó · Tamás Faragó · György Gerandás · Károly Hauszler · György Horkai · István Kiss · László Kuncz · Endre Molnár · Attila Sudár · István Szivós, Jr. · István Udvardi                                                                             |
| 1984 Los Angeles     | IugoslàviaDragan Andrić · Milivoj Bebić · Perica Bukić · Veselin Đuho · Milorad Krivokapić · Deni Lušić · Igor Milanović · Tomislav Paškvalin · Zoran Petrović · Andrija Popović · Zoran Roje · Goran Sukno · Božo Vuletić                                 | Estats UnitsDouglas Burke · Peter Campbell · Jody Campbell · Christopher Dorst · Gary Figueroa · Andrew McDonald · Kevin Robertson · Terence Schroeder · Timothy Shaw · John Siman · Jon Svendsen · Joseph Vargas · Craig Wilson                                                                                         | RFASantiago Chalmowsky · Armando Fernandez · Roland Freund · Rainer Hoppe · Thomas Huber · Thomas Loebb · Werner Obschernikat · Rainer Osselmann · Frank Otto · Peter Röhle · Jurgen Schroder · Hagen Stamm · Dirk Theismann                                       |
| 1988 Seül            | IugoslàviaDragan Andrić · Tomislav Bezmanilović · Perica Bukić · Veselin Đuho · Igor Gočanin · Deni Lusić · Igor Milanović · Tomislav Paškvalin · Renko Posinković · Goran Radenović · Dubravko Šimenc · Aleksandar Šoštar · Mirko Vičević                 | Estats UnitsJames Bergeson · Gregory Boyer · Peter Campbell · Jeff Campbell · Jody Campbell · Christopher Duplanty · Michael Evans · Douglas Kimbell · Edward Klass · Alan Mouchawar · Kevin Robertson · Terence Schroeder · Craig Wilson                                                                                | Unió SovièticaDmitri Apanassenko · Viktor Berendyuga · Mikheil Guiorgadze · Evgeni Grishin · Mikhaïl Ivanov · Aleksandr Kolotov · Sergei Kotenko · Sergei Markoch · Nurlan Mendygaliev · Georgi Mschvenieradze · Sergey Naumov · Evgeni Sharonov · Nikolai Smirnov |
| 1992 Barcelona       | ItàliaFrancesco Attolico · Gianni Averaimo · Alessandro Bovo · Paolo Caldarella · Alessandro Campagna · Marco D'Altrui · Massimiliano Ferretti · Mario Fiorillo · Ferdinando Gandolfi · Amedeo Pomilio · Francesco Porzio · Giuseppe Porzio · Carlo Silipo | EspanyaDaniel Ballart · Manel Estiarte · Pedro Francisco García · Salvador Gómez · Marco Antonio González · Rubén Michavila · Miguel Ángel Oca · Sergi Pedrerol · Josep Picó · Jesús Miguel Rollán · Ricardo Sánchez · Jordi Sans i Juan · Manuel Silvestre                                                              | Equip UnificatDmitri Apanassenko Andrei Belofastov Evgueni Charonov Dmitry Gorshkov Vladimir Karaboutov Aleksandr Kolotov Alexandre Kovalenko Nikolay Kozlov Serguei Markotch Sergey Naumov Alexandre Ogorodnikov Alexandre Tchiguir                               |
| 1996 Atlanta         | EspanyaJosep María Abarca · Ángel Luis Andreo · Daniel Ballart · Manel Estiarte · Pedro Francisco García · Salvador Gómez · Ivan Moro · Miguel Ángel Oca · Jordi Payá · Sergi Pedrerol · Jesús Miguel Rollán · Jordi Sans i Juan · Carles Sans             | CroàciaMaro Balić · Perica Bukić · Damir Glavan · Igor Hinić · Vjekoslav Kobešćak · Joško Kreković · Ognjen Kržić · Dubravko Šimenc · Siniša Školneković · Ratko Štritof · Tino Vegar · Renato Vrbičić · Zdeslav Vrdoljak                                                                                                | ItàliaAlberto Angelini · Francesco Attolico · Fabio Bencivenga · Alessandro Bovo · Alessandro Calcaterra · Roberto Calcaterra · Marco Gerini · Alberto Ghibellini · Luca Giustolisi · Amedeo Pomilio · Francesco Postiglione · Carlo Silipo · Leonardo Sottani     |
| 2000 Sydney          | HongriaTibor Benedek · Péter Biros · Rajmund Fodor · Tamás Kásás · Gergely Kiss · Zoltán Kósz · Tamás Märcz · Tamás Molnár · Barnabás Steinmetz · Zoltán Szécsi · Bulcsú Székely · Zsolt Varga · Attila Vári                                               | RússiaRoman Balachov · Dmitri Douguine · Serguei Garbouzov · Dmitry Gorshkov · Iouri Iatsev · Nikolay Kozlov · Nikolai Maximov · Andrei Reketchinski · Dmitri Stratan · Revaz Tchomakhidze · Alexander Yerishev · Marat Zakirov · Irek Zinnourov                                                                         | IugoslàviaAleksandar Ćirić · Danilo Ikodinović · Viktor Jelenić · Nikola Kuljača · Aleksandar Šapić · Dejan Savić · Aleksandar Šoštar · Petar Trbojević · Veljko Uskoković · Jugoslav Vasović · Vladimir Vujasinović · Nenad Vukanić · Predrag Zimonjić            |
| 2004 Atenes          | HongriaTibor Benedek · Péter Biros · Rajmund Fodor · István Gergely · Tamás Kásás · Gergely Kiss · Norbert Madaras · Tamás Molnár · Ádám Steinmetz · Barnabás Steinmetz · Zoltán Szécsi · Tamás Varga · Attila Vári                                        | Sèrbia i MontenegroAleksandar Ćirić · Vladimir Gojković · Danilo Ikodinović · Viktor Jelenić · Predrag Jokić · Nikola Kuljača · Slobodan Nikić · Aleksandar Šapić · Dejan Savić · Denis Šefik · Petar Trbojević · Vanja Udovičić · Vladimir Vujasinović                                                                  | RússiaRoman Balachov · Revaz Tchomakhidze · Alexander Fedorov · Serguei Garbouzov · Dmitry Gorshkov · Nikolay Kozlov · Nikolai Maximov · Andrei Reketchinski · Dmitri Stratan · Alexander Yerishev · Vitaly Yurchik · Marat Zakirov · Irek Zinnourov               |
| 2008 Pequín          | HongriaZoltán Szécsi · Tamás Varga · Norbert Madaras · Dénes Varga · Tamás Kásás · Norbert Hosnyánszky · Gergely Kiss · Tibor Benedek · Dániel Varga · Péter Biros · Gábor Kis · Tamás Molnár · István Gergely                                             | Estats UnitsMerrill Moses · Peter Varellas · Peter Hudnut · Jeff Powers · Adam Wright · Rick Merlo · Layne Beaubien · Tony Azevedo · Ryan Bailey · Tim Hutten · Jesse Smith · J. W. Krumpholz · Brandon Brooks | SèrbiaDenis Šefik · Živko Gocić · Andrija Prlainović · Vanja Udovičić · Dejan Savić · Duško Pijetlović · Nikola Rađen · Filip Filipović · Aleksandar Ćirić · Aleksandar Šapić · Vladimir Vujasinović · Branko Peković · Slobodan Soro                              |
| 2012 Londres         | CroàciaJosip Pavić · Damir Burić · Miho Bošković · Nikša Dobud · Maro Joković · Petar Muslim · Ivan Buljubašić · Andro Bušlje · Sandro Sukno · Samir Barač · Igor Hinić · Paulo Obradović · Frano Vićan                                                    | ItàliaStefano Tempesti · Amaurys Pérez · Niccolò Gitto · Pietro Figlioli · Alex Giorgetti · Maurizio Felugo · Massimo Giacoppo · Valentino Gallo · Christian Presciutti · Deni Fiorentini · Matteo Aicardi · Danijel Premuš · Giacomo Pastorino                                                                          | SèrbiaSlobodan Soro · Aleksa Šaponjić · Živko Gocić · Vanja Udovičić · Dušan Mandić · Duško Pijetlović · Slobodan Nikić · Milan Aleksić · Nikola Rađen · Filip Filipović · Andrija Prlainović · Stefan Mitrović · Gojko Pijetlović                                 |
| 2016 Rio             | SèrbiaGojko Pijetlović · Dušan Mandić · Živko Gocić · Sava Ranđelović · Miloš Ćuk · Duško Pijetlović · Slobodan Nikić · Milan Aleksić · Nikola Jakšić · Filip Filipović · Andrija Prlainović · Stefan Mitrović · Branislav Mitrović                        | CroàciaJosip Pavić · Damir Burić · Antonio Petković · Luka Lončar · Maro Joković · Luka Bukić · Xavier García · Andro Bušlje · Sandro Sukno · Ivan Krapić · Anđelo Šetka · Marko Macan · Marko Bijač | ItàliaStefano Tempesti · Francesco Di Fulvio · Niccolò Gitto · Pietro Figlioli · Alessandro Velotto · Michael Bodegas · Andrea Fondelli · Valentino Gallo · Christian Presciutti · Nicholas Presciutti · Matteo Aicardi · Alessandro Nora · Marco Del Lungo        |
| 2020 Tòquio          | Sèrbia · Gojko Pijetlović · Dušan Mandić · Nikola Dedović · Sava Ranđelović · Strahinja Rašović · Duško Pijetlović · Đorđe Lazić · Milan Aleksić · Nikola Jakšić · Filip Filipović · Andrija Prlainović · Stefan Mitrović · Branislav Mitrović             | Grècia · Emmanouil Zerdevas · Konstantinos Genidounias · Dimitrios Skoumpakis · Marios Kapotsis · Ioannis Fountoulis · Alexandros Papanastasiou · Georgios Dervisis · Stylianos Argyropoulos · Konstantinos Mourikis · Christodoulos Kolomvos · Konstantinos Gkiouvetsis · Angelos Vlachopoulos · Konstantinos Galanidis | Hongria · Viktor Nagy · Dániel Angyal · Krisztián Manhercz · Gergő Zalánki · Márton Vámos · Norbert Hosnyánszky · Mátyás Pásztor · Szilárd Jansik · Balázs Erdélyi · Dénes Varga · Tamás Mezei · Balázs Hárai · Soma Vogel                                         |
| 2024 ParÍs           | | | |

## Categoria femenina
| Edició       | Or | Argent | Bronze |
| 2000 Sydney  | AustràliaNaomi Castle · Joanne Fox · Bridgette Gusterson · Simone Hankin · Yvette Higgins · Kate Hooper · Bronwyn Mayer · Gail Miller · Melissa Mills · Debbie Watson · Liz Weekes · Danielle Woodhouse · Taryn Woods                                 | Estats UnitsRobin Beauregard · Ellen Estes · Ericka Lorenz · Heather Moody · Bernice Orwig · Maureen O'Toole · Nicolle Payne · Heather Petri · Kathy Sheehy · Coralie Simmons · Julie Swail · Brenda Villa                                                               | RússiaMarina Akobia · Ekaterina Anikeeva · Sofia Konoukh · Maria Koroleva · Natalia Koutouzova · Svetlana Kouzina · Ioulia Petrova · Tatiana Petrova · Galina Rytova · Elena Smurova · Elena Tokoun · Irina Tolkounova · Ekaterina Vassilieva       |
| 2004 Atenes  | ItàliaCarmela Allucci · Alexandra Araujo · Silvia Bosurgi · Francesca Conti · Tania di Mario · Elena Gigli · Melania Grego · Giusy Malato · Martina Miceli · Maddalena Musumeci · Cinzia Ragusa · Noemi Toth · Manuela Zanchi                         | GrèciaDimitra Asilian · Georgia Ellinaki · Eftychia Karagianni · Angeliki Karapataki · Stavroula Kozompoli · Georgia Lara · Kyriaki Liosi · Aniopi Melidoni · Antonia Moraiti · Evangelia Moraitidou · Anthoula Mylonaki · Aikaterini Oikonomopoulou · Antigoni Roumpesi | Estats UnitsRobin Beauregard · Margaret Dingeldein · Ellen Estes · Jacqueline Frank · Natalie Golda · Ericka Lorenz · Heather Moody · Thalia Munro · Nicolle Payne · Heather Petri · Kelly Rulon · Amber Stachowski · Brenda Villa                  |
| 2008 Pequín  | Països BaixosYasemin Smit · Mieke Cabout · Biurakn Hakhverdian · Marieke van den Ham · Danielle de Bruijn · Iefke van Belkum · Noeki Klein · Gillian van den Berg · Alette Sijbring · Rianne Guichelaar · Simone Koot · Meike de Nooy                 | Estats UnitsElizabeth Armstrong · Heather Petri · Brittany Hayes · Brenda Villa · Lauren Wenger · Natalie Golda · Patty Cardenas · Jessica Steffens · Elsie Windes · Alison Gregorka · Moriah van Norman · Kami Craig · Jaime Hipp                                       | AustràliaEmma Knox · Gemma Beadsworth · Nikita Cuffe · Rebecca Rippon · Suzie Fraser · Bronwen Knox · Taniele Gofers · Kate Gynther · Jenna Santoromito · Mia Santoromito · Melissa Rippon · Amy Hetzel · Alicia McCormack                          |
| 2012 Londres | Estats UnitsElizabeth Armstrong · Heather Petri · Melissa Seidemann · Brenda Villa · Lauren Wenger · Maggie Steffens · Courtney Mathewson · Jessica Steffens · Elsie Windes · Kelly Rulon · Annika Dries · Kami Craig · Tumuaialii Anae               | EspanyaLaura Ester · Marta Bach · Anna Espar · Roser Tarragó · Matilde Ortiz · Jennifer Pareja · Lorena Miranda · María del Pilar Peña · Andrea Blas · Ona Meseguer · Maica García Godoy · Laura López Ventosa · Ana Copado                                              | AustràliaVictoria Brown · Gemma Beadsworth · Sophie Smith · Holly Lincoln-Smith · Jane Moran · Bronwen Knox · Rowena Webster · Kate Gynther · Glencora Ralph · Ashleigh Southern · Melissa Rippon · Nicola Zagame · Alicia McCormack                |
| 2016 Rio     | Estats UnitsSamantha Hill · Madeline Musselmann · Melissa Seidemann · Rachel Fattal · Aria Fischer · Maggie Steffens · Courtney Mathewson · Kiley Neushul · Caroline Clark · Kaleigh Gilchrist · Makenzie Fischer · Kami Craig · Ashleigh Johnson     | ItàliaGiulia Gorlero · Chiara Tabani · Arianna Garibotti · Elisa Queirolo · Federica Radicchi · Rosaria Aiello · Tania Di Mario · Roberta Bianconi · Giulia Enrica Emmolo · Francesca Pomeri · Aleksandra Cotti · Teresa Frassinetti · Laura Teani                       | RússiaAnna Ustyukhina · Maria Borisova · Ekaterina Prokofyeva · Elvina Karimova · Nadezhda Fedotova · Olga Belova · Ekaterina Lisunova · Anastasia Simanovich · Anna Timofeeva · Evgenia Soboleva · Evgeniya Ivanova · Anna Grineva · Anna Karnaukh |
| 2020 Tòquio  | Estats UnitsAshleigh Johnson · Maddie Musselman · Melissa Seidemann · Rachel Fattal · Paige Hauschild · Maggie Steffens · Stephania Haralabidis · Jamie Neushul · Aria Fischer · Kaleigh Gilchrist · Makenzie Fischer · Alys Williams · Amanda Longan | EspanyaLaura Ester · Marta Bach · Anni Espar · Beatriz Ortiz · Elena Ruiz · Irene González · Clara Espar · Pili Peña · Judith Forca · Roser Tarragó · Maica García · Paula Leitón · Elena Sánchez                                                                        | HongriaEdina Gangl · Dorottya Szilágyi · Vanda Vályi · Gréta Gurisatti · Gabriella Szűcs · Rebecca Parkes · Anna Illés · Rita Keszthelyi · Dóra Leimeter · Anikó Gyöngyössy · Nataša Rybanská · Krisztina Garda · Alda Magyari                      |
| 2024 París   | | | |